# Gare de Pont-de-Bois
Pour la station de métro, voir Pont de Bois (métro de Lille).
La gare de Pont-de-Bois est une gare ferroviaire française de la ligne de Fives à Baisieux, située dans le quartier Pont-de-Bois, sur le territoire de la commune de Villeneuve-d'Ascq, dans le département du Nord, en région Hauts-de-France.
C'est une halte voyageurs de la Société nationale des chemins de fer français (SNCF), desservie par des trains TER Hauts-de-France.

## Situation ferroviaire
Établie à 32 mètres d'altitude, la gare de Pont-de-Bois est située au point kilométrique (PK) 4,999 de la ligne de Fives à Baisieux, entre les gares d'Hellemmes et d'Annappes.

## Service des voyageurs

### Accueil
Halte de la SNCF, c'est un point d'arrêt non géré (PANG) à accès libre.
Une passerelle permet la traversée des voies et le passage d'un quai à l'autre.

### Desserte
Pont-de-Bois est desservie par des trains TER Hauts-de-France, qui effectuent des missions entre les gares de Lille-Flandres et de Tournai notamment.

### Intermodalité

Station de métro Pont de Bois.

La gare est desservie par les transports en commun de la métropole lilloise : la ligne 1 du métro de Lille via la station Pont de Bois (à 5 min à pied) ; des bus des réseaux Ilévia (lignes L6, 13, 32, 34, 73, CO3, N1) et Arc-en-Ciel 2 (876). 